# 70446 Pugh
70446 Pugh este un asteroid din centura principală de asteroizi.

## Descriere
70446 Pugh este un asteroid din centura principală de asteroizi. A fost descoperit pe 10 octombrie 1999 la Gnosca de Stefano Sposetti. Asteroidul prezintă o orbită caracterizată de o semiaxă mare de 2,64 ua, o excentricitate de 0,11 și o înclinație de 3,0° în raport cu ecliptica.